# Martti Miettunen
Martti Juhani Miettunen (17 tháng 4 năm 1907 – 19 tháng 1 năm 2002), là chính trị gia Phần Lan hai lần giữ chức Thủ tướng Phần Lan, từ năm 1961 đến năm 1962 và một lần nữa từ năm 1975 đến năm 1977.
Miettunen sinh tại Simo, con của một tá điền. Ông học về nông học, và làm nông dân và một cố vấn nông học trước khi bước vào chính trị. Ông là nghị sĩ đại diện cho Đảng Điền địa từ năm 1945 đến năm 1958, và sau đó giữ chức Thống đốc Tỉnh Lapland từ năm 1958 đến 1973. Ông được phong cho danh hiệu Cố vấn Nhà nước năm 1977.
Ông mất ở tuổi 94 tại Bệnh viện Quân đội Kauniainen gần Helsinki vào đầu năm 2002.
Miettunen giữ chức Bộ trưởng được 4.300 ngày, giai đoạn dài nhất thứ tám trong lịch sử chính trị Phần Lan. Ông còn được biết như cánh tay phải của Tổng thống Urho Kekkonen.